# Thalpophila connexa
Thalpophila connexa är en fjärilsart som beskrevs av Jacob Hübner 1802. Thalpophila connexa ingår i släktet Thalpophila och familjen nattflyn. Inga underarter finns listade i Catalogue of Life.